# 深渡老街
深渡老街，原为中华人民共和国安徽省黄山市歙县深渡镇的一个居委会。昌源河在此汇入新安江。凤池村与老街隔新安江相望。2008年，老街居委会与凤池村合并，成立深渡社区。
2014年，深渡老街获评第三批中国传统村落。
深渡老街原分中街、外街、横街、里街，均为石板街道，徽派建筑，各类店铺林立，约有180多家。徽州地区的物资进出基本都要从此经过。1958年新安江水库建坝蓄水，外街、中街、横街拆迁，只有里街地势较高而幸存下来，长约200米、宽1米，以及五棵古樟。另外新建丁字形新街、黄山大道，以及深渡港及旅游码头。
2017年，深渡老街实施老街整治项目。古民居修复工程从2017年9月15日开始，修旧如旧，对立面等进行修复。
深渡老街拥有1处歙县文物保护单位：
- 姚大生堂中药店

姚氏宗祠在1949年以后改作粮站，年久失修损毁严重，2018年修复。